# والتر گونزالز
والتر گونزالز (انگلیسی: Walter González؛ زادهٔ ۲۱ ژوئن ۱۹۹۵) بازیکن فوتبال اهل پاراگوئه است.
از باشگاه‌هایی که در آن بازی کرده‌است می‌توان به باشگاه فوتبال کارپی، باشگاه فوتبال لئون، باشگاه ورزشی الیمپیا، و باشگاه فوتبال اروکا اشاره کرد.
وی همچنین در تیم ملی فوتبال زیر ۲۰ سال پاراگوئه بازی کرده‌است.